# Oáza

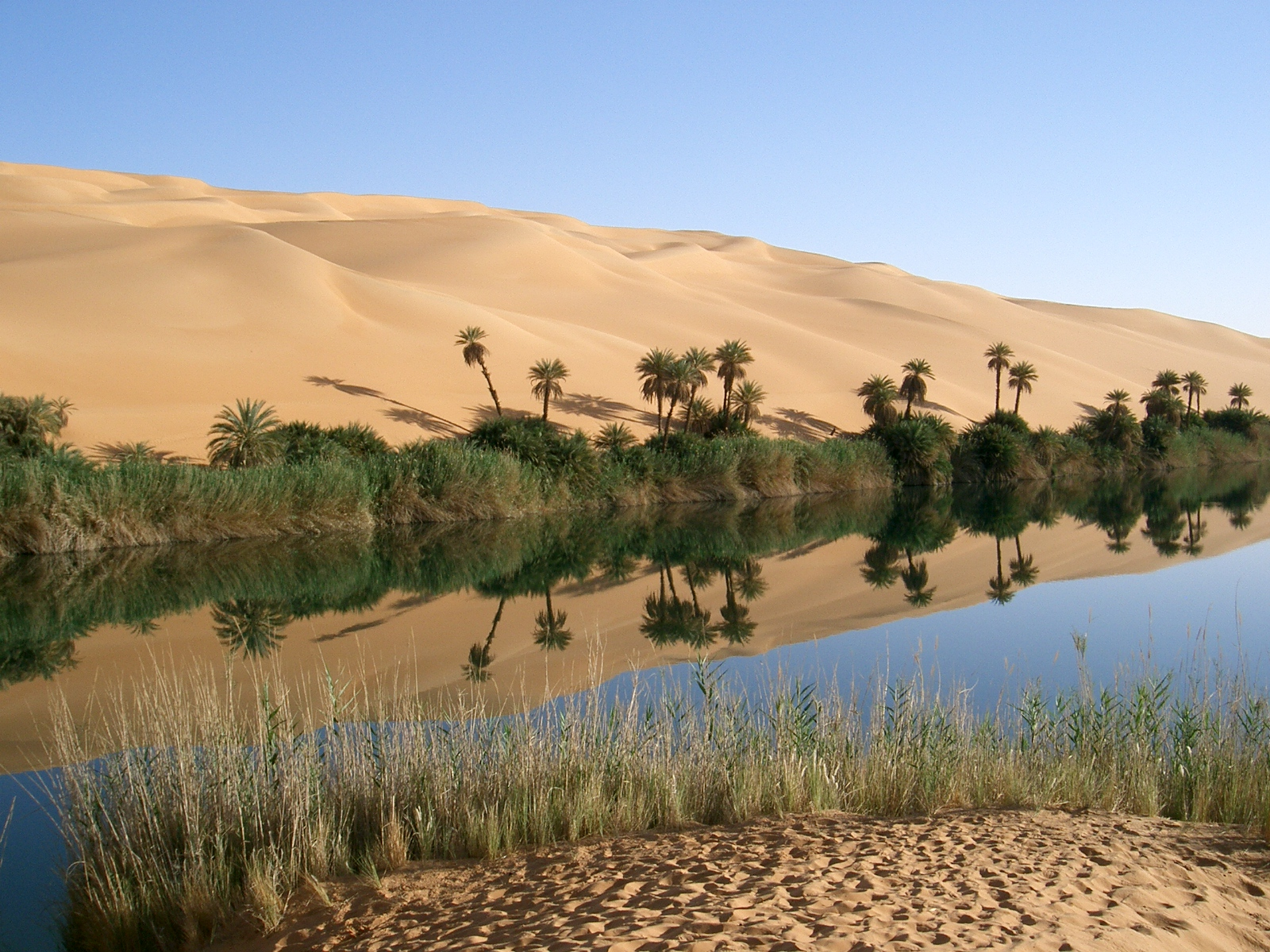
Oáza v libyjské části Sahary

Oáza je označení pro izolovanou oblast vegetace v poušti. Jako antarktické oázy jsou označována místa v Antarktidě, která nejsou pokryta ledovcem a může zde růst polární rostlinstvo.

## Etymologie
Slovo oáza (starořecky: ὄασις "óasis") užívali Egypťané a poté i Hérodotos pro oblasti vegetace v Libyjské poušti západně od Nilu.

## Vznik a rostlinstvo

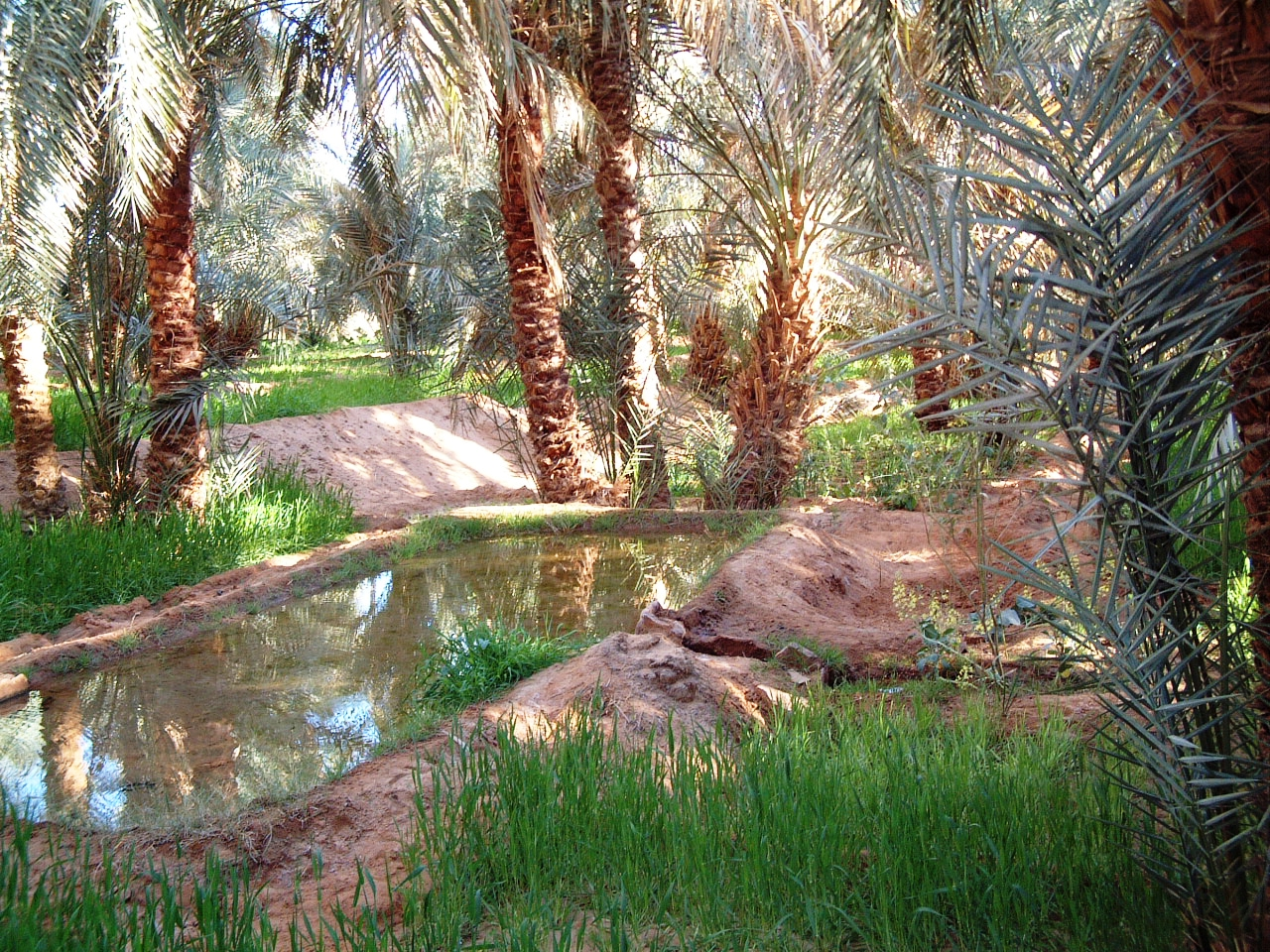
Oáza Timimoun, Alžírsko

Oázy vznikají v kotlinách a sníženinách, kde bývají dostatečné zdroje podzemní vody. Voda zde může vyvěrat jako pramen a vytvářet tzv. gueltu nebo být čerpána z artéské studně. V okolí vodních zdrojů se vyskytuje vegetace. K nejčastějším rostlinným druhům zde patří například datlová palma, fíkovník, olivovník nebo tamaryšek. Ve větších oázách se pěstují i běžné zemědělské plodiny – nejčastěji obilniny, proso nebo vinná réva.

## Historie a význam
Oázy v Severní Africe a Asii byly obydleny již v prehistorických dobách a byly vždy centrem lidského osídlení v pouštních oblastech. Panovníkům okolních říší a států sloužily oázy jako důležité opěrné a strategické body, pro obchodníky to byly důležité křižovatky cest, zastávky a nezbytná napajedla karavan.

## Významné oázy

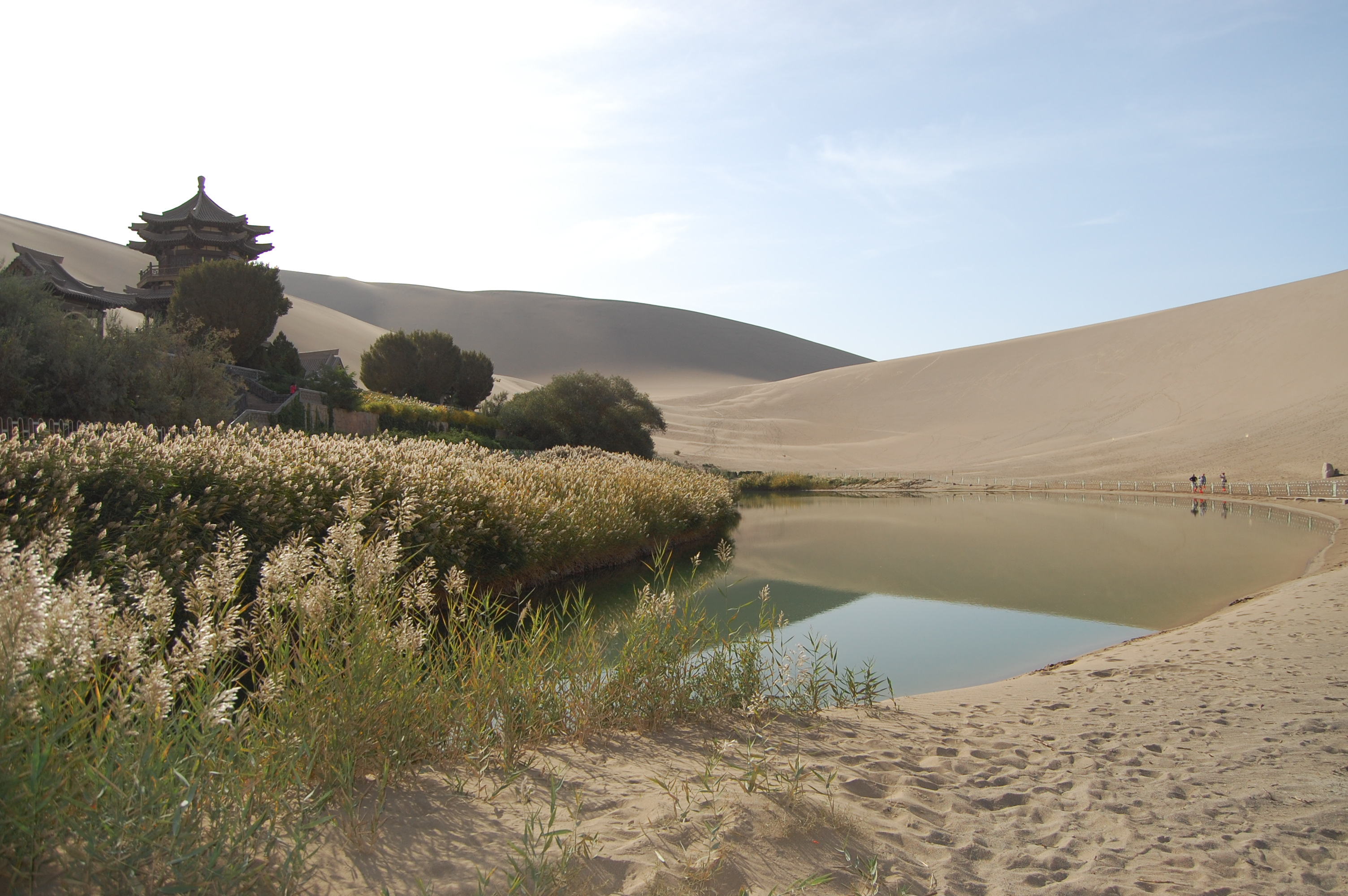
Jezero Jüe-ja-čchüan poblíž oázy Tun-chuang v severní Číně

Mezi nejvýznamnější oázy patří například (abecedně):
- Al-Hasa, Saúdská Arábie
- Fajjúm, Libyjská poušť, Egypt
- Farafra, Libyjská poušť, Egypt
- Kufra, Sahara, Libye
- Liwa, poušť Rub al-Chálí, Spojené arabské emiráty
- San Pedro de Atacama, poušť Atacama, Chile
- Síwa, Libyjská poušť, Egypt
- Tun-chuang, poušť Taklamakan, Čína